# Rinnō-ji
Rinnō-ji (輪王寺) és un temple budista de la secta Tendai, situat a la ciutat de Nikkō, prefectura de Tochigi, al Japó, dins del parc nacional de Nikkō, al peu de la muntanya Nantai. El complex consisteix en un conjunt de 15 edificis i el mausoleu del shogun Tokugawa Iemitsu.

## Història
La construcció del temple fou començada el 766 pel monjo budista Shōdō Shōnin, a la seva ubicació remota a les muntanyes, com a lloc per als monjos budistes que busquen la solitud. El temple es va anar ampliant regularment, sobretot a principis de l'Era Edo, i el 1653, fou construït el mausoleu del shogun Tokugawa Iemitsu.
L'any 1999 va ser declarat Patrimoni de la Humanitat per la UNESCO, com a part dels santuaris i temples de Nikkō.

## Característiques

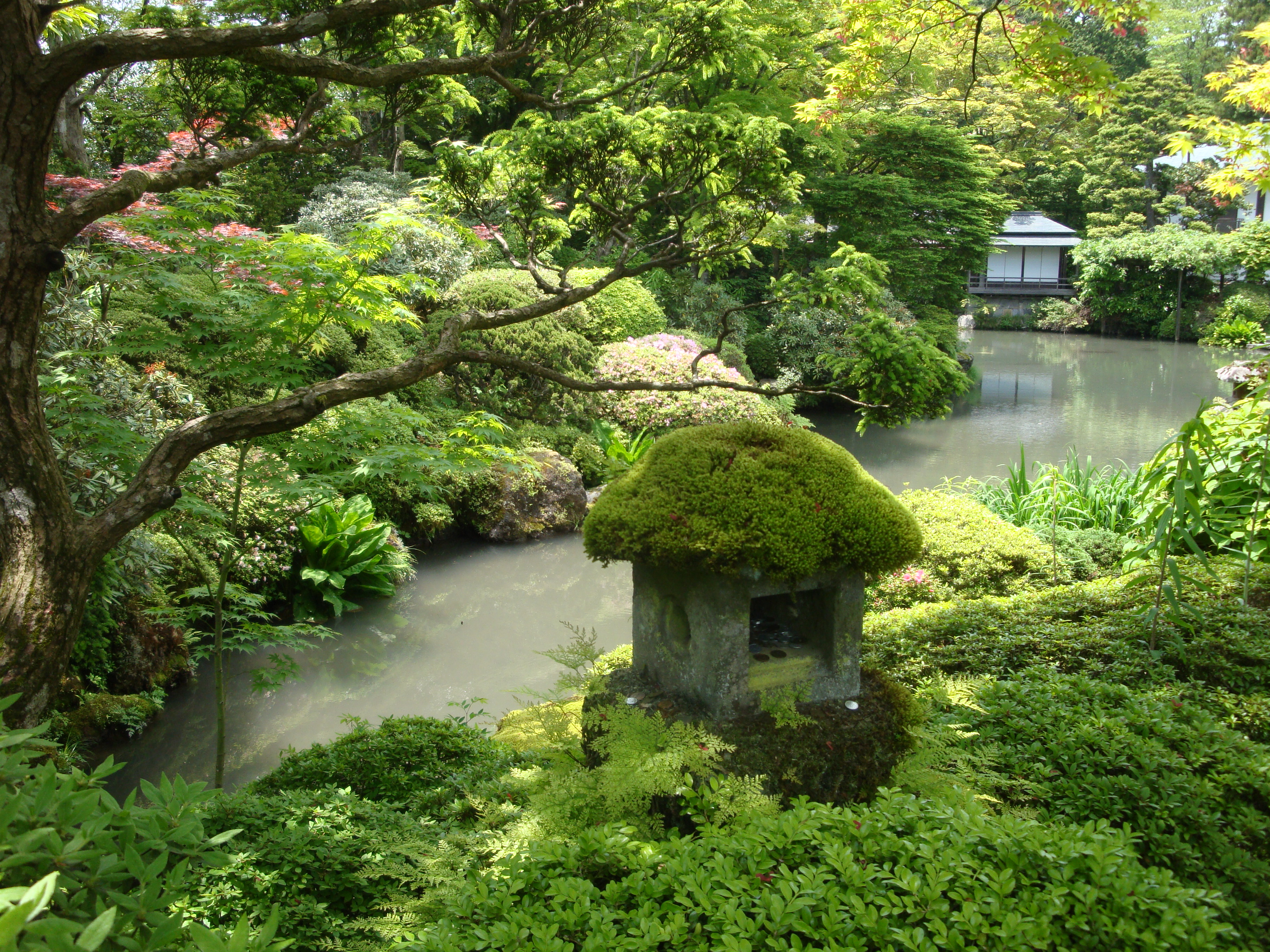
Vista del jardí Shōyō-en

El lloc compta amb quinze temples i un onsen. En total el complex té 37 edificis classificats com a Béns culturals importants del Japó.
Entre les principals edificacions es troba el Hondō (本堂), o Sanbutsudō (三仏堂) com a sobrenom, construït el 1646, que alberga el famós temple dels tres Budes o Saló dels Tres Budes, on es troben tres estàtues laminades en or d'Amida, Senjūkannon (Kannon dels mil braços) i Batōkannon (Kannon amb cap de cavall). Enfront de l'entrada d'aquest edifici hi ha un jardí paisatgístic: el Shōyō-en. En un altre edifici, se situa una estranya estàtua d'Amida muntant una grua gegant.
El temple també administra el Taiyū-in Reibyō (大猷院霊廟), el mausoleu de Tokugawa Iemitsu, tercer shogun Tokugawa, i el Jogyodō (常行堂) i el Hokkedō (法華堂), edificis d'estil japonès i xinès respectivament que daten del període Heian, connectats per un passadís, i reconstruïts el 1649. També conté el Sanjunotō (三重塔), construït per primera vegada el 808, va ser destruït per un incendi el 1684 i reconstruït el 1685, o el Kaizandō (開山堂) construït el 1720, és un edifici en honor Shōdō Shōnin fundador del temple.

## Galeria

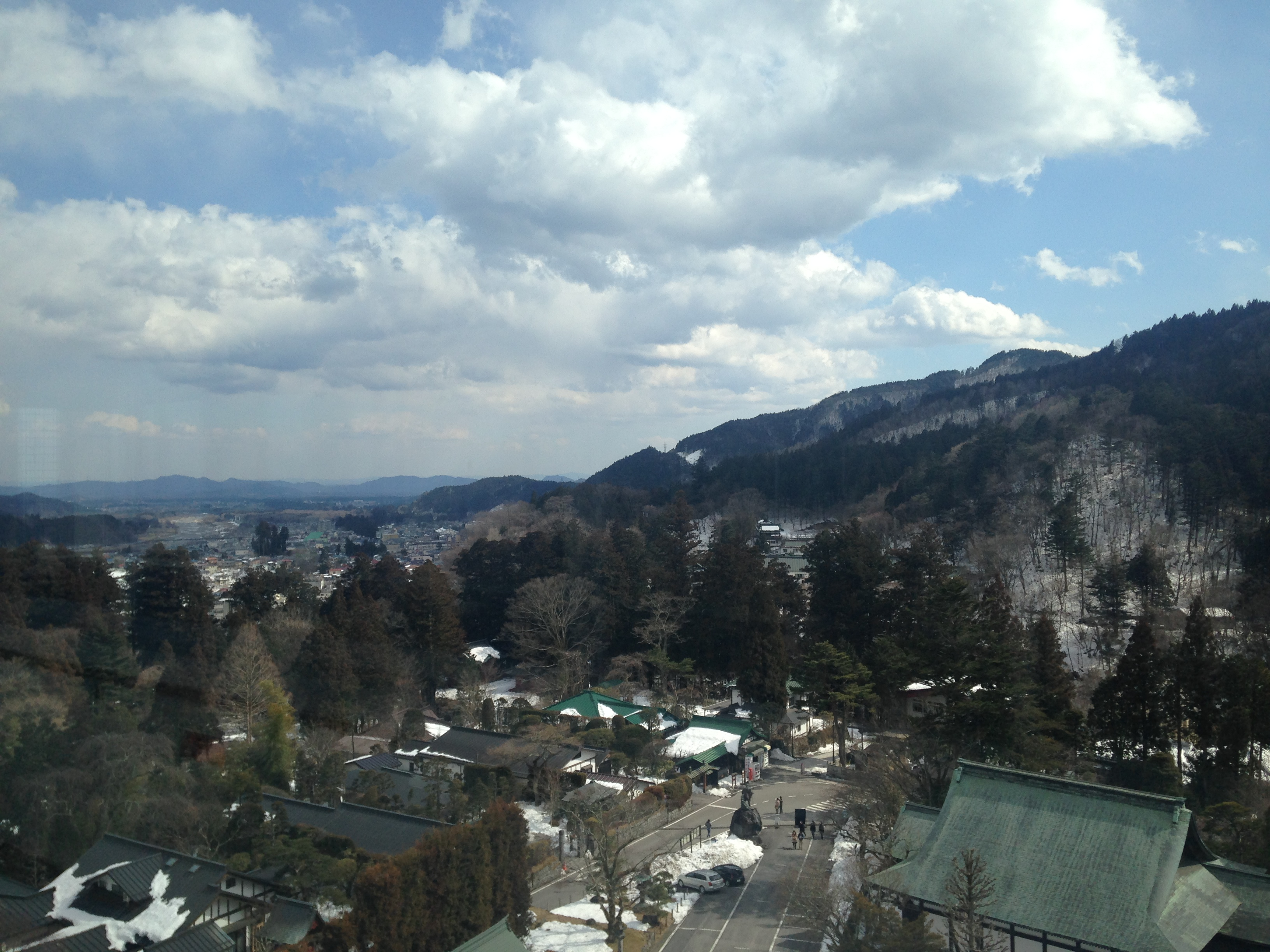
Vista general
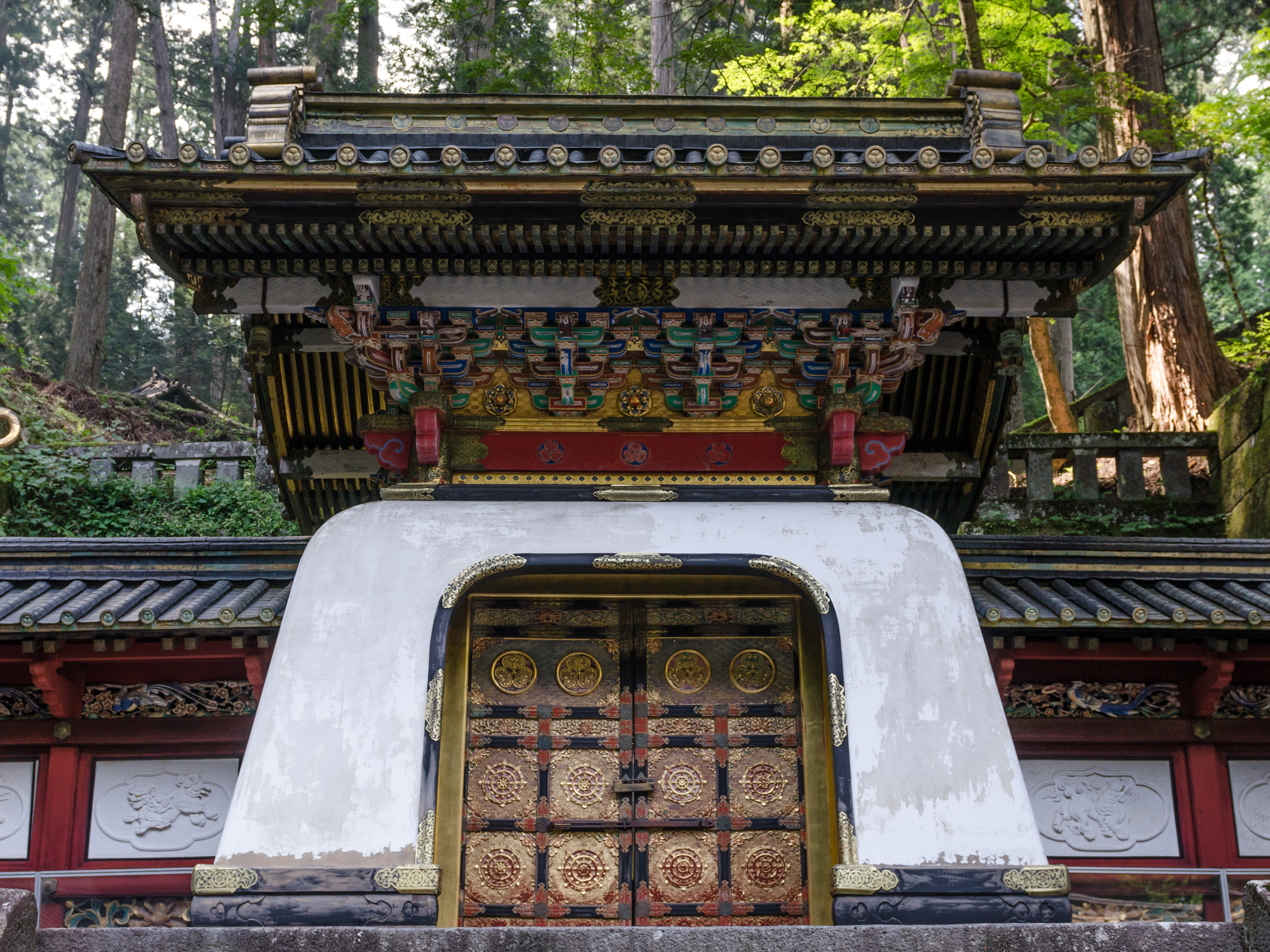
Taiyū-in Reibyō, mausoleu de Tokugawa Iemitsu
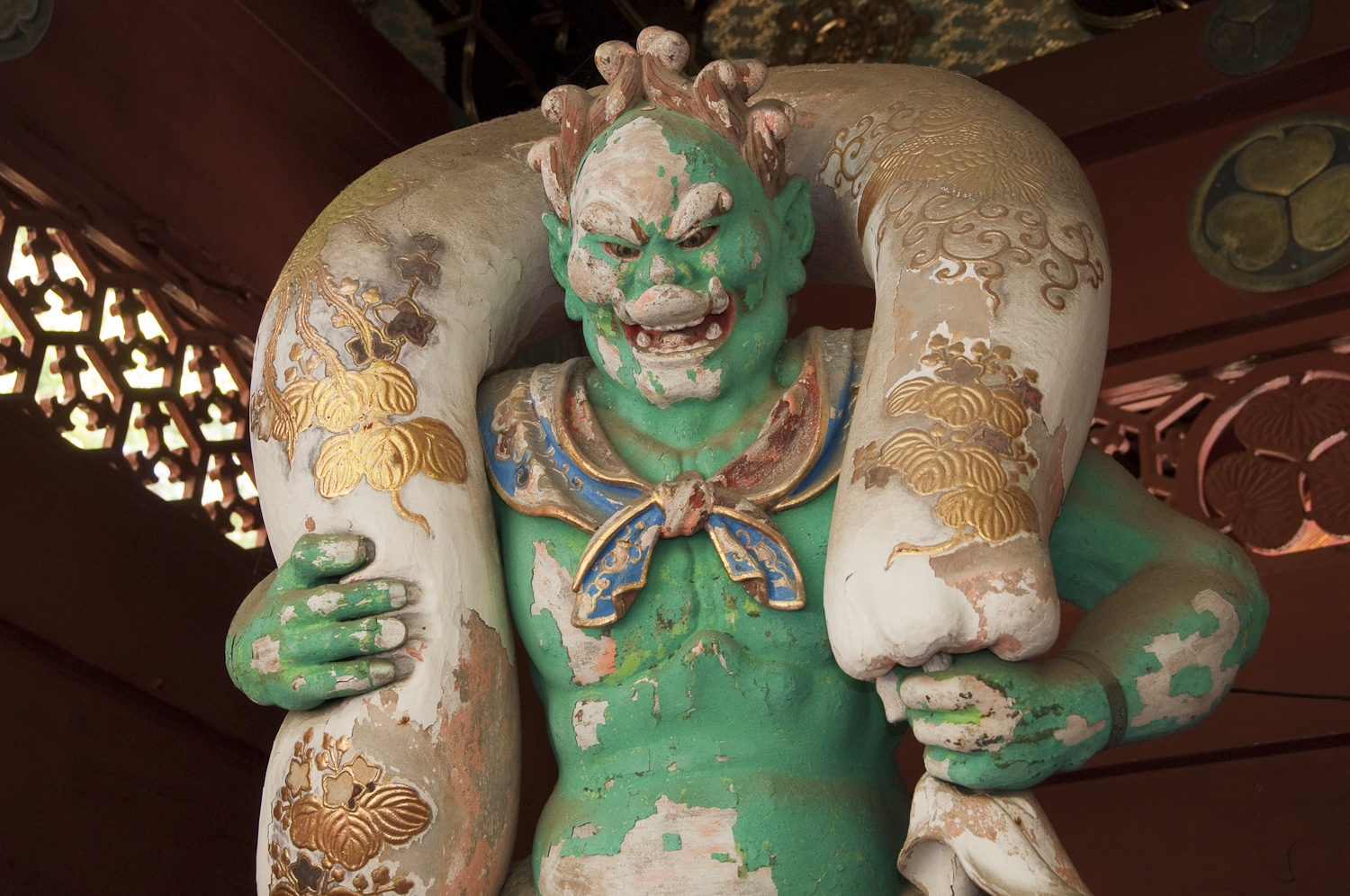
Detall d'estàtua al Taiyū-in Reibyō
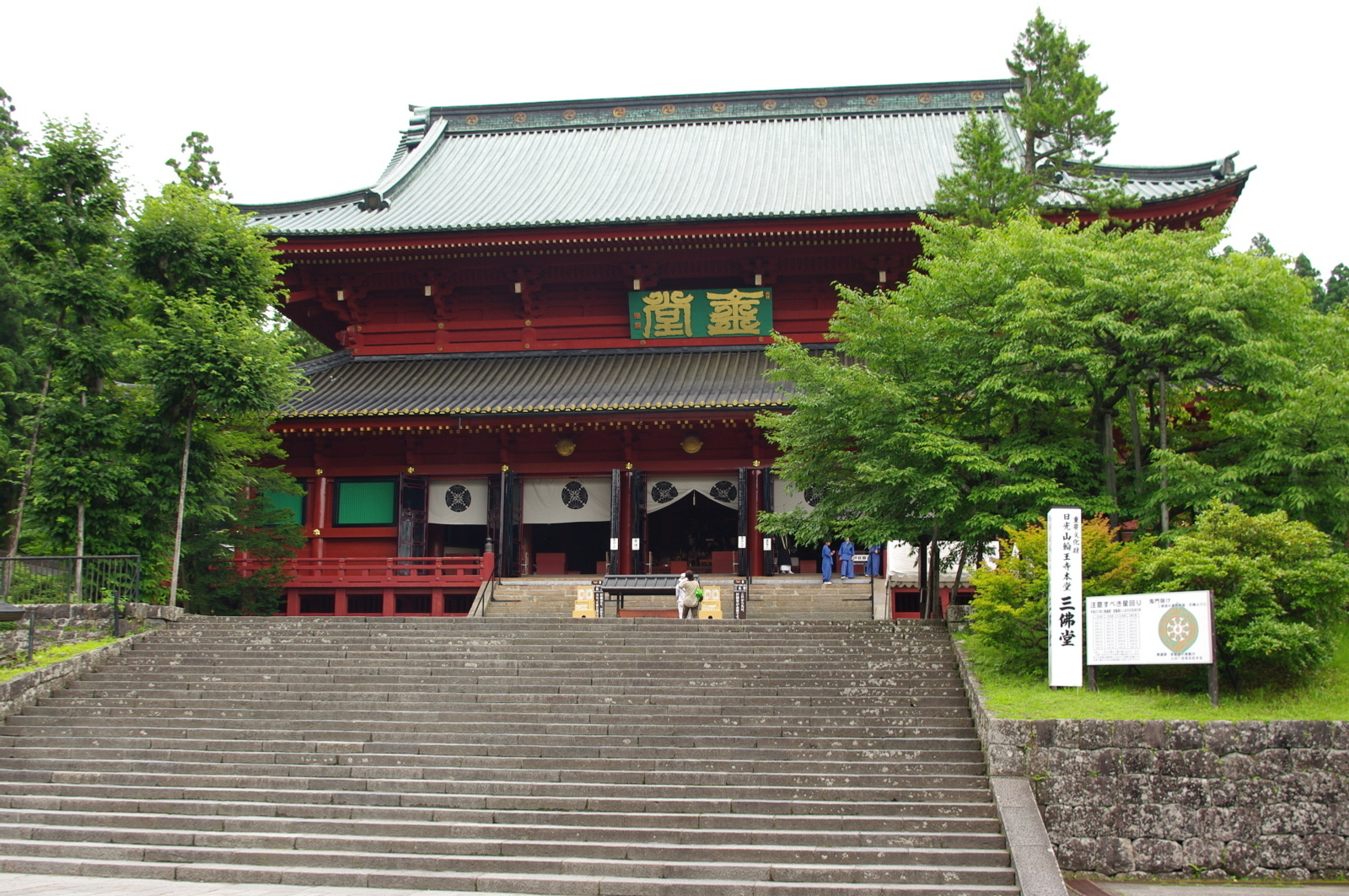
Sanbutsudō
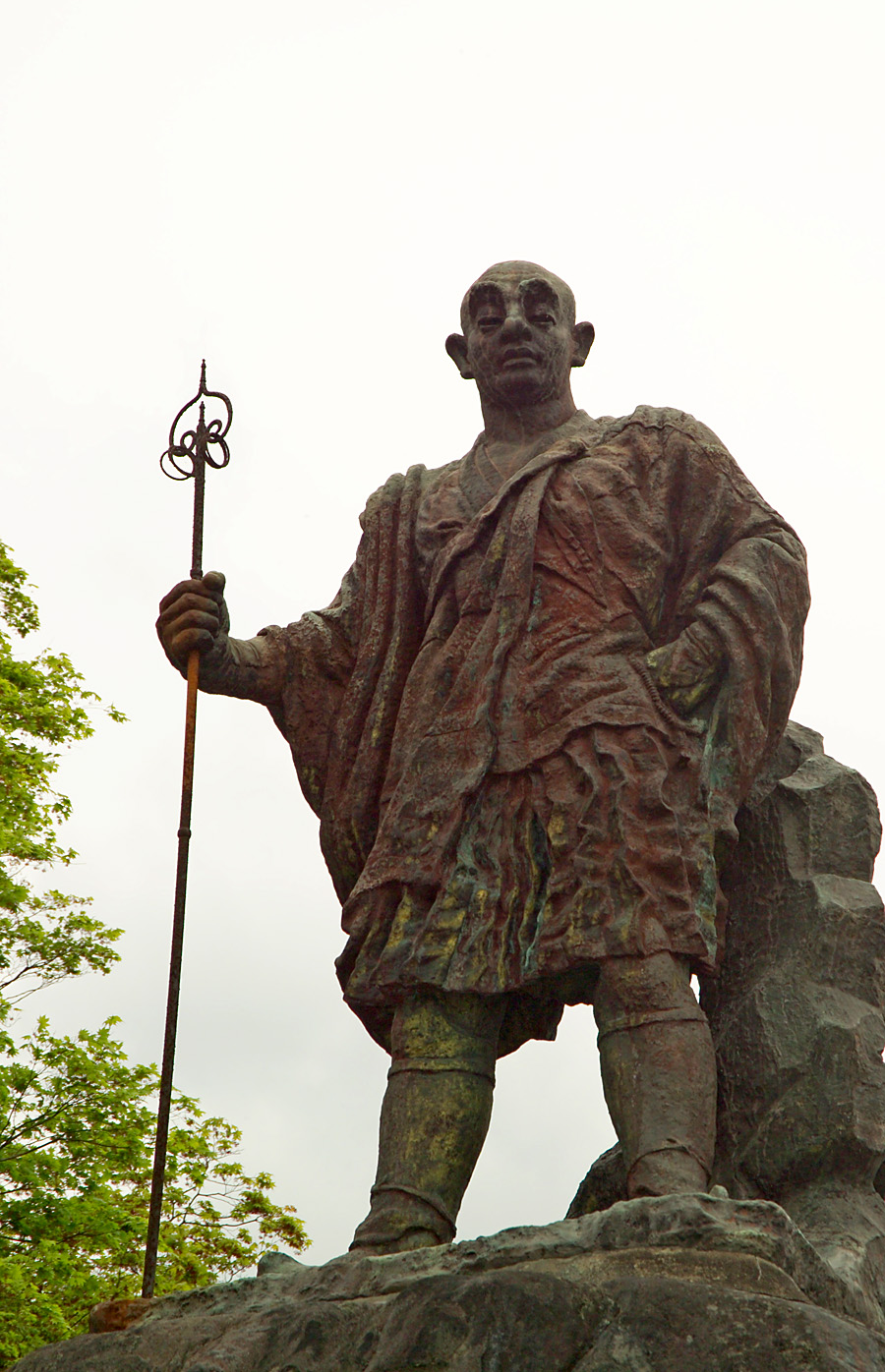
Estàtua de Shōdō Shōnin, fundador del temple
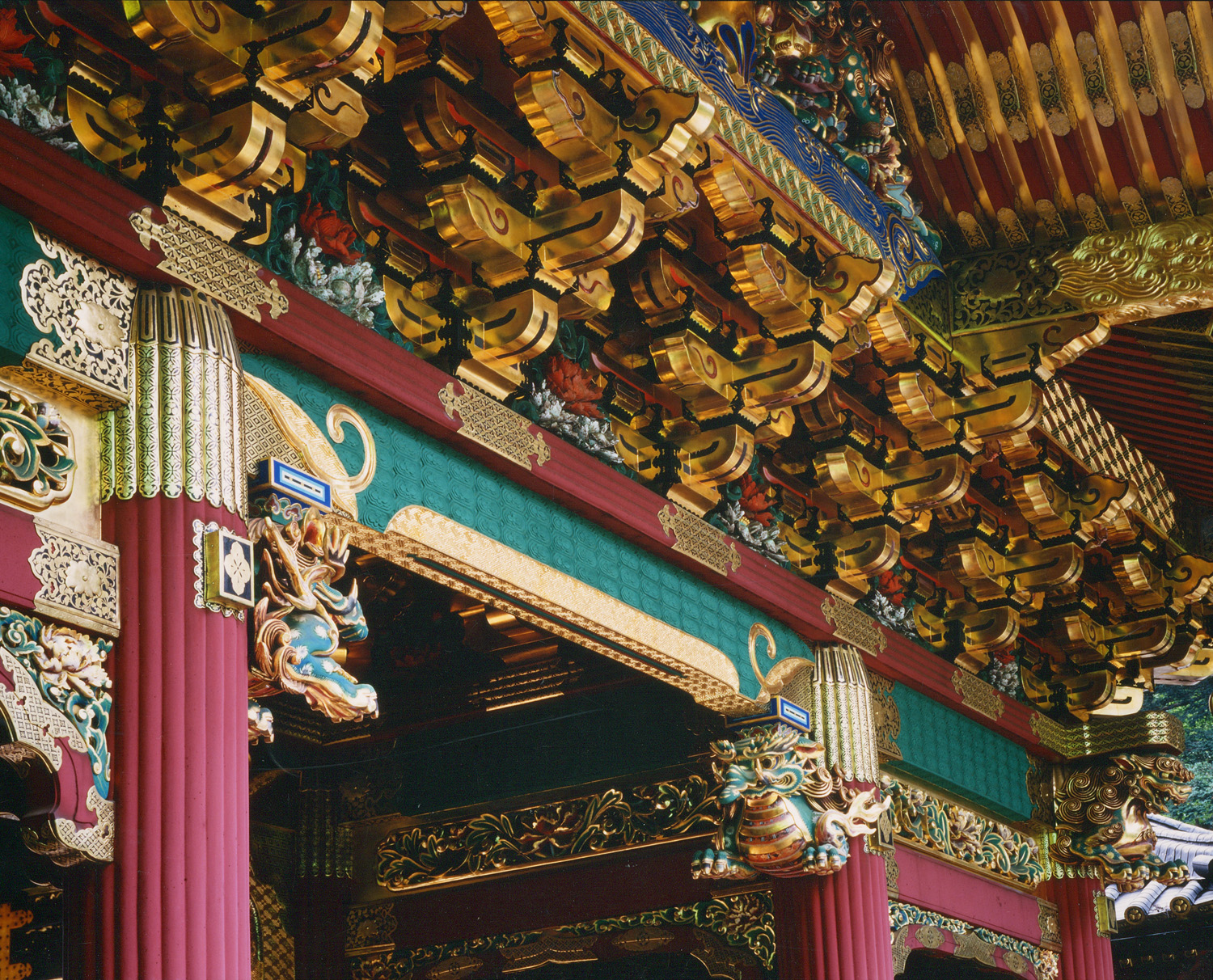
Detalls ornamentals a un dels edificis